# Josef Aschbacher
Josef Aschbacher (Ellmau, 7 juli 1962) is een Oostenrijkse ruimteonderzoeker en manager en sinds 1 maart 2021 directeur-generaal van de Europese Ruimtevaartorganisatie (ESA). Daarvoor was hij van 2016 tot 2021 ESA's directeur van het aardobservatieprogramma.

## Opleiding en carrière
Aschbacher is geboren en getogen in Oostenrijk en studeerde aan de Universiteit van Innsbruck waar hij afstudeerde als master en promoveerde in de natuurwetenschappen. Hij begon zijn carrière als onderzoekswetenschapper bij het Instituut voor Meteorologie en Geofysica van de Universiteit van Innsbruck tussen 1985 en 1989. 
Zijn professionele carrière bij ESA begon in 1990 als Young Graduate bij het European Space Research Institute (ESRIN). Na van 1991 tot 1993 te hebben gewerkt als ESA-vertegenwoordiger aan het Asian Institute of Technology (AIT) in Bangkok, Thailand, keerde hij terug naar Europa en was van 1994 tot 2001 werkzaam bij het Gemeenschappelijk Centrum voor Onderzoek van de Europese Commissie in Ispra, Italië, als wetenschappelijk assistent van de directeur van het Space Applications Instituut.
In 2001 keerde Aschbacher terug naar het ESA-hoofdkwartier in Parijs als programmacoördinator en was primair verantwoordelijk voor het bevorderen van Copernicus-activiteiten binnen ESA. In 2006 werd hij benoemd tot hoofd van het Copernicus Space Office en gaf leiding aan alle activiteiten voor Copernicus binnen het agentschap in samenwerking met externe partners en de Europese Commissie.
In 2014 werd Aschbacher bevorderd tot hoofd planning en coördinatie bij ESRIN in Frascati, Italië en was verantwoordelijk voor de planning van ESA's aardobservatieprogramma's en het formuleren en implementeren van programmatische en strategische beslissingen binnen het directoraat.
Van 2016 tot 2021 was Aschbacher directeur aardobservatieprogramma's. Op 1 maart 2021 volgde hij Jan Wörner op als directeur-generaal van ESA.

## Onderscheidingen
- Erelid van de European Academy of Sciences and Arts.[4]